# Donten ni Warau
Laughing Under the Clouds (曇天に笑う, Donten ni Warau), também conhecido como Cloudy Laugh, é uma série de mangá japonesa de Karakara-Kemuri. O mangá foi serializado pela Mag Garden na revista Monthly Comic Avarus. O mangá foi adaptado para uma série de anime por Doga Kobo. 
A história segue Tenka Kumō, Soramaru Kumō e Chūtarō Kumō, três conhecidos irmãos samurais que enviam criminosos para a prisão isolada Gokumonjo no meio do Lago Biwa. No entanto, os irmãos Kumō logo descobrem como eles estão ligados ao receptáculo de Orochi, um hospedeiro humano possuído por uma serpente demoníaca desde os tempos antigos, e como eles estão destinados a destruí-lo de uma vez por todas. O anime foi licenciado para lançamento norte-americano pela Funimation.
Uma série de mangá sequela intitulada Laughing Under the Clouds Gaiden (Donten ni Warau Gaiden) estreou em 2014 e terminou em 2017. Uma série de mangá prequel intitulada Laughing in Limbo (Rengoku ni Warau), que se passa 300 anos antes da série original estreou em 2014. Uma adaptação da trilogia de anime para cinema de Laughing Under the Clouds Gaiden pelo estúdio Wit foi anunciada, com cada parte rodando por 60 minutos e a primeira parte programada para lançamento em 2 de dezembro de 2017. Um filme live-action foi agendado para lançamento em 21 de março de 2018.

## Enredo
Em 1868, ocorreu a Restauração Meiji. Por causa disso, o país enfrentou muitos criminosos, como samurais se rebelando contra suas posições caídas. Muitos foram presos, mas logo fugiram de suas celas e invadiram o Japão. O governo fez o possível para evitar isso construindo uma prisão gigante no meio do Lago Biwa. No entanto, para levar esses criminosos ao presídio, eles precisavam de uma forma de transporte. Desta forma, os irmãos Kumō receberam a responsabilidade de levar esses criminosos ao seu local de descanso final.